# Olivenbaum (Heraldik)
Der Olivenbaum und der Olivenzweig sind in der Heraldik Wappenfiguren, die recht gerne verwendet werden. Diese Figuren sind erst spät in die Wappen gekommen und die Renaissance kann als Beginn angesehen werden. Eine andere Benennung ist Ölbaum und Ölzweig. Seit der Antike und in der christlichen Welt gelten sie als Friedenssymbole.
Der Baum wird im Wappen mit einem besonders starken Stamm dargestellt und eine üppige Krone fehlt nicht. Wurzel werden stark angedeutet, sind aber nicht wie bei anderen Bäumen als „ausgerissen“ zu beschreiben. Wenn der Stamm keine besondere Tinktur hat, wird alles in Grün, Gold oder Silber gefärbt.
Der Olivenzweig wird auch im Wappen vorrangig in Grün, gelegentlich mit auffälligen Früchten dargestellt. Erst wenn eine Taube den Olivenzweig im Schnabel hält, bevorzugt man die heraldischen Metalle, also Gold und Silber. Die Einheit von Wappenvogel und Zweig gilt als besonderes religiöses Symbol. Im Wappen des Papstes Pius XII. hält eine Taube auf einem Dreiberg sitzend einen Zweig.
Der Olivenzweig wird auch gerne als Prachtstück genommen. In Kombination mit anderen Zweigen, wie beispielsweise Lorbeer- oder Eichenzweige, wird er an einer Seite des Wappens herum gelegt.
Nur die Olivenfrucht im Wappen ist selten. Sie ist beispielsweise im Familienwappen des aus Genf stammenden Jean-Charles-Léonard Simonde de Sismondi zu finden und im Wappen der Bretonneau de Moydier, die im gevierten Schild im 2. und 3. Feld das Wappen gleiche Wappen, der französischen Simond de Moydier bzw. Genfer Simonde de Sismondi, führen.

## Beispiele

Olivenbaum mit anders gefärbtem Stamm
Olivenbaum in einer Tingierung
Zwei Olivenbäume in Gold
Taube mit silbernem Olivenzweig
Olivenzweig als Prachtstück
Papstwappen Pius’ XII. mit Taube und Olivenzweig
Olivenzweig als Prachtstück im Wappen von Zypern